# Гай Семпроний Блез (претор)
Вижте пояснителната страница за други личности с името Гай Семпроний Блез.
Гай Семпроний Блез (на латински: Caius Sempronius Blaesus; * ок. 217 пр.н.е.) е римски политик през 2 век пр.н.е.
Произлиза от фамилията Семпронии, клон Блез. Роднина е на народните трибуни Гай Семпроний Блез и Публий Семпроний Блез.
През 187 пр.н.е. Гай Семпроний Блез е плебейски едил. През 184 пр.н.е. е претор на Сицилия. През 170 пр.н.е. той е изпратен като посланик да преговаря в Абдера в Тракия заедно с легат Секст Юлий Цезар I.